# Issaron
Issaron war ein israelitisches Volumenmaß für trockene Waren, das in der Bibel und bei Josephus Flavius erwähnt wird. Das Maß war ein kleineres in der Maßkette von Cor oder Chomer. Viele Maße der Kette galten auch für Flüssigkeiten. Alle Maße werden dem babylonisch-assyrischen System zugerechnet.
- 1 Issaron = 1,8 Kab = 7,2 Log ≈ 2,1 Liter
- 1 Cor = 2 Letech = 10 Epha/Bath = 30 Seah = 60 Hin = 100 Issaron ≈ 210 Liter